# Mal Kelapa Gading
Mal Kelapa Gading is een winkelcentrum in Kelapa Gading, Noord-Jakarta, Indonesië. Het is met 130.000m2 en ruim 600 winkels een van de grootste winkelcentra in Jakarta.